# Wereldkampioenschap superbike van Hockenheim 1996
Het wereldkampioenschap superbike van Hockenheim 1996 was de derde ronde van het wereldkampioenschap superbike 1996. De races werden verreden op 12 mei 1996 op de Hockenheimring Baden-Württemberg nabij Hockenheim, Duitsland.

## Race 1
| Pos | Nr | Rijder               | Constructeur | Rondes | Tijd                | Grid | Punten |
| --- | -- | -------------------- | ------------ | ------ | ------------------- | ---- | ------ |
| 1   | 3  | Aaron Slight         | Honda        | 14     | 28:25.330           | 3    | 25     |
| 2   | 11 | John Kocinski        | Ducati       | 14     | +4.940              | 4    | 20     |
| 3   | 45 | Colin Edwards        | Yamaha       | 14     | +16.580             | 6    | 16     |
| 4   | 6  | Simon Crafar         | Kawasaki     | 14     | +16.810             | 5    | 13     |
| 5   | 1  | Carl Fogarty         | Honda        | 14     | +28.230             | 7    | 11     |
| 6   | 4  | Anthony Gobert       | Kawasaki     | 14     | +28.470             | 8    | 10     |
| 7   | 16 | Paolo Casoli         | Ducati       | 14     | +28.710             | 9    | 9      |
| 8   | 32 | Christer Lindholm    | Ducati       | 14     | +28.940             | 12   | 8      |
| 9   | 14 | Jochen Schmid        | Kawasaki     | 14     | +37.330             | 15   | 7      |
| 10  | 36 | Kirk McCarthy        | Suzuki       | 14     | +37.570             | 10   | 6      |
| 11  | 35 | Roger Kellenberger   | Honda        | 14     | +37.900             | 14   | 5      |
| 12  | 8  | Piergiorgio Bontempi | Kawasaki     | 14     | +51.480             | 21   | 4      |
| 13  | 13 | Andreas Meklau       | Ducati       | 14     | +53.920             | 18   | 3      |
| 14  | 19 | Stéphane Chambon     | Ducati       | 14     | +1:02.250           | 22   | 2      |
| 15  | 41 | Michaël Paquay       | Ducati       | 14     | +1:02.540           | 20   | 1      |
| 16  | 47 | Florian Ferracci     | Ducati       | 14     | +1:03.390           | 28   |        |
| 17  | 33 | Udo Mark             | Yamaha       | 14     | +1:08.720           | 17   |        |
| 18  | 44 | Eustáquio Gavira     | Honda        | 14     | +1:08.940           | 26   |        |
| 19  | 18 | Igor Jerman          | Kawasaki     | 14     | +1:10.610           | 19   |        |
| 20  | 40 | Andreas Hofmann      | Suzuki       | 14     | +1:14.490           | 25   |        |
| 21  | 30 | Bruno Cirafici       | Suzuki       | 14     | +1:24.400           | 29   |        |
| 22  | 31 | Ioannis Boustas      | Ducati       | 14     | +1:49.340           | 33   |        |
| 23  | 29 | Ferdinando Di Maso   | Ducati       | 13     | +1 ronde            | 30   |        |
| DNF | 7  | Pierfrancesco Chili  | Ducati       | 13     | Uitgevallen         | 1    |        |
| DNF | 2  | Troy Corser          | Ducati       | 12     | Uitgevallen         | 2    |        |
| DNF | 67 | Mike Hale            | Ducati       | 12     | Uitgevallen         | 13   |        |
| DNF | 24 | Anders Rasmussen     | Yamaha       | 11     | Uitgevallen         | 34   |        |
| DNF | 34 | Anton Gruschka       | Yamaha       | 4      | Uitgevallen         | 31   |        |
| DNF | 39 | Rob Phillis          | Kawasaki     | 0      | Uitgevallen         | 23   |        |
| DNS | 88 | Brian Morrison       | Ducati       | 0      | Niet gestart        | 11   |        |
| DNS | 5  | Wataru Yoshikawa     | Yamaha       | 0      | Niet gestart        | 16   |        |
| DNS | 9  | Neil Hodgson         | Ducati       | 0      | Niet gestart        | 24   |        |
| DNS | 37 | Marcel Kellenberger  | Kawasaki     | 0      | Niet gestart        | 27   |        |
| DNS | 10 | John Reynolds        | Suzuki       | 0      | Niet gestart        | 32   |        |
| DNQ | 46 | Idalio Gavira        | Honda        | 0      | Niet gekwalificeerd |      |        |
| DNQ | 28 | Antonio Giangiacomo  | Ducati       | 0      | Niet gekwalificeerd |      |        |

## Race 2
| Pos | Nr | Rijder               | Constructeur | Rondes | Tijd                | Grid | Punten |
| --- | -- | -------------------- | ------------ | ------ | ------------------- | ---- | ------ |
| 1   | 1  | Carl Fogarty         | Honda        | 14     | 28:43.770           | 7    | 25     |
| 2   | 3  | Aaron Slight         | Honda        | 14     | +0.300              | 3    | 20     |
| 3   | 11 | John Kocinski        | Ducati       | 14     | +0.550              | 4    | 16     |
| 4   | 6  | Simon Crafar         | Kawasaki     | 14     | +1.410              | 5    | 13     |
| 5   | 45 | Colin Edwards        | Yamaha       | 14     | +14.790             | 6    | 11     |
| 6   | 16 | Paolo Casoli         | Ducati       | 14     | +18.080             | 9    | 10     |
| 7   | 32 | Christer Lindholm    | Ducati       | 14     | +26.980             | 12   | 9      |
| 8   | 67 | Mike Hale            | Ducati       | 14     | +27.340             | 13   | 8      |
| 9   | 36 | Kirk McCarthy        | Suzuki       | 14     | +27.590             | 10   | 7      |
| 10  | 35 | Roger Kellenberger   | Honda        | 14     | +29.630             | 14   | 6      |
| 11  | 13 | Andreas Meklau       | Ducati       | 14     | +34.020             | 18   | 5      |
| 12  | 33 | Udo Mark             | Yamaha       | 14     | +36.060             | 17   | 4      |
| 13  | 8  | Piergiorgio Bontempi | Kawasaki     | 14     | +48.580             | 21   | 3      |
| 14  | 39 | Rob Phillis          | Kawasaki     | 14     | +58.450             | 23   | 2      |
| 15  | 29 | Ferdinando Di Maso   | Ducati       | 14     | +1:27.290           | 30   | 1      |
| 16  | 34 | Anton Gruschka       | Yamaha       | 14     | +1:39.310           | 31   |        |
| 17  | 31 | Ioannis Boustas      | Ducati       | 14     | +1:51.020           | 33   |        |
| 18  | 24 | Anders Rasmussen     | Yamaha       | 14     | +1:59.330           | 34   |        |
| 19  | 19 | Stéphane Chambon     | Ducati       | 13     | +1 ronde            | 22   |        |
| DNF | 7  | Pierfrancesco Chili  | Ducati       | 11     | Uitgevallen         | 1    |        |
| DNF | 47 | Florian Ferracci     | Ducati       | 8      | Uitgevallen         | 28   |        |
| DNF | 2  | Troy Corser          | Ducati       | 5      | Uitgevallen         | 2    |        |
| DNF | 40 | Andreas Hofmann      | Suzuki       | 5      | Uitgevallen         | 25   |        |
| DNF | 44 | Eustáquio Gavira     | Honda        | 4      | Uitgevallen         | 26   |        |
| DNF | 30 | Bruno Cirafici       | Suzuki       | 4      | Uitgevallen         | 29   |        |
| DNF | 14 | Jochen Schmid        | Kawasaki     | 3      | Uitgevallen         | 15   |        |
| DNF | 41 | Michaël Paquay       | Ducati       | 3      | Uitgevallen         | 20   |        |
| DNF | 18 | Igor Jerman          | Kawasaki     | 3      | Uitgevallen         | 19   |        |
| DNF | 4  | Anthony Gobert       | Kawasaki     | 2      | Uitgevallen         | 8    |        |
| DNS | 88 | Brian Morrison       | Ducati       | 0      | Niet gestart        | 11   |        |
| DNS | 5  | Wataru Yoshikawa     | Yamaha       | 0      | Niet gestart        | 16   |        |
| DNS | 9  | Neil Hodgson         | Ducati       | 0      | Niet gestart        | 24   |        |
| DNS | 37 | Marcel Kellenberger  | Kawasaki     | 0      | Niet gestart        | 27   |        |
| DNS | 10 | John Reynolds        | Suzuki       | 0      | Niet gestart        | 32   |        |
| DNQ | 46 | Idalio Gavira        | Honda        | 0      | Niet gekwalificeerd |      |        |
| DNQ | 28 | Antonio Giangiacomo  | Ducati       | 0      | Niet gekwalificeerd |      |        |

## Tussenstanden na wedstrijd
| Pos | Nr | Rijder        | Team     | Punten |
| --- | -- | ------------- | -------- | ------ |
| 1   | 11 | John Kocinski | Ducati   | 105    |
| 2   | 3  | Aaron Slight  | Honda    | 97     |
| 3   | 2  | Troy Corser   | Ducati   | 90     |
| 4   | 1  | Carl Fogarty  | Honda    | 72     |
| 5   | 6  | Simon Crafar  | Kawasaki | 72     |

1988 · 1989 · 1990 · 1991 · 1992 · 1993 · 1994 · 1995 · 1996 · 1997 · 1999 · 2000